# Malé Svatoňovice
Malé Svatoňovice (německy Klein Schwadowitz) jsou obcí v severovýchodních Čechách v Královéhradeckém kraji v okrese Trutnov. Obec leží pod Jestřebími horami v povodí Úpy. Žije zde přibližně 1 600 obyvatel a Malé Svatoňovice mají rozlohu 676 ha. Obec má místní části Malé Svatoňovice, Petrovice, Strážkovice, Odolov a sousedí s obcemi Rtyně v Podkrkonoší, Velké Svatoňovice, Batňovice, Radvanice a Jívka.
Obec je známá zejména jako rodiště spisovatele Karla Čapka.

## Přírodní poměry
Malé Svatoňovice leží na rozmezí Jestřebích hor a Rtyňské brázdy v nadmořské výšce okolo 441 metrů nad mořem. Nejvyšším bodem je kóta 714 m ležící v hlavním hřebenu Jestřebích hor (Petrovice). Nejnižším bodem je místo, kde opouští Mariánský potok území obce – 361 m. Na území obce leží vrchy Kolčarka 692 m (Petrovice), Havlovský kopec 566 m (Strážkovice), Kraví hora 624 m (Odolov). Samotná ves Malé Svatoňovice leží mezi vrchy Kyselá hora 490 m a Klůček 474 m.
Většina území je orientována k jihozápadu. Podle Základní vodohospodářské mapy ČR je území odvodňováno Mariánským (Jestřebí), Lesním, Petrovickým a Strážkovickým potokem (1-01-02-045), jejichž vody jsou odváděny do Rtyňky. Rtyňka tyto vody odvádí do řeky Úpy. Severní část území je odvodňována do Jívky.
Geologické poměry jsou poměrně zajímavé, neboť územím obce prochází hronovsko-poříčská poruchová zóna, po níž je nasunuto jihozápadní křídlo vnitrosudetské pánve. Území je poměrně seismicky aktivní (poslední na české poměry větší zemětřesení bylo zaznamenáno 25. října 2005). V oblasti Malých Svatoňovic má poruchová zóna velice složitý charakter, kříží se zde hlavní zlomy jdoucí ve směru severozápad-jihovýchod se zlomy jdoucími generelně od severu k jihu. Poruchová zóna postihla vrstvy žacléřského a odolovského souvrství. Z hlouběji uloženého žacléřského souvrství vystupují na povrch petrovické vrstvy (westphal), z odolovského souvrství svatoňovické vrstvy (stephan-westphal) a ve vyšších partiích hor jívecké vrstvy (stephan), které tvoří žaltmanské arkózy. Od Petrovic tvoří část petrovických vrstev melafyry, které se táhnou až k Hornímu Kostelci. Svatoňovické vrstvy obsahují černouhelné sloje. Vrstvy tvoří křídlo vnitrosudetské pánve a zanořují se k její centrální ose k severovýchodu s úklonem 20 až 40°.
Směrem k Rtyňské brázdě je území tvořeno vrstvami trutnovského souvrství (saxon), na nějž navazuje perucko-korycanské souvrství (cenoman) a vrstvy tvořené slínovci spodního turonu. Tento stratigrafický sled byl zachycen v odkryvu v Borku (Velké Svatoňovice), ale je též patrný na Kyselé hoře, a lze ho vystopovat i jinde, neboť horniny trutnovského souvrství jsou oproti šedavým a žlutavým bělohorským horninám výrazně červeně zbarveny.

## Hospodářství
Hospodářský vývoj obce je poznamenán těžbou a zpracováním černého uhlí. Podle záznamu v tzv. trutnovské kronice Simona Hütella bylo uhlí objeveno v Markoušovicích 22. června 1590. Rozvíjel se tak nejen těžební průmysl, ale navazovala na něj další průmyslová odvětví.
Roku 1800 byla otevřena dědičná štola Xaver. V letech 1857–1859 byla vystavěna odbočka Jihoseveroněmecké spojovací dráhy z Josefova (Jaroměř) do Svatoňovic. Roku 1868 byla zprovozněna trať Svatoňovice–Poříčí–Královec. Dnes se jedná o železniční trať 032 z Jaroměře do Trutnova. Do Svatoňovic dříve vedla důlní koňka z dolu Xaver (U buku; postavena 1860–1861) a Rtyňská koňka (postavena 1863–1864) k dolu Ida. Roku 1865 byla dokončena ražba štoly Ida.
V letech 1873–1874 přibylo 40 nových pecí na výrobu koksu, který se zde jinak vyráběl již od roku 1831. V Malých Svatoňovicích byla postavena první briketárna v Čechách, její stavba byla dokončena v říjnu 1878.

## Školství
Ve Svatoňovicích byla první česká škola postavena roku 1875. Bývalo zde v letech 1950–1990 hornické učiliště. V současnosti je v Malých Svatoňovicích základní škola – dva stupně a Bezpečnostně právní akademie s.r.o. střední škola.

## Sport
V Malých Svatoňovicích se 6.–7. září 1997 uskutečnilo Mistrovství světa v běhu do vrchu (World Mountain Running Trophy 1997) a 8.–9. července 2006 se konalo Mistrovství Evropy v běhu do vrchu (European Mountain Running Championship Úpice-Malé Svatoňovice 2006).

## Poutě a lázeňství

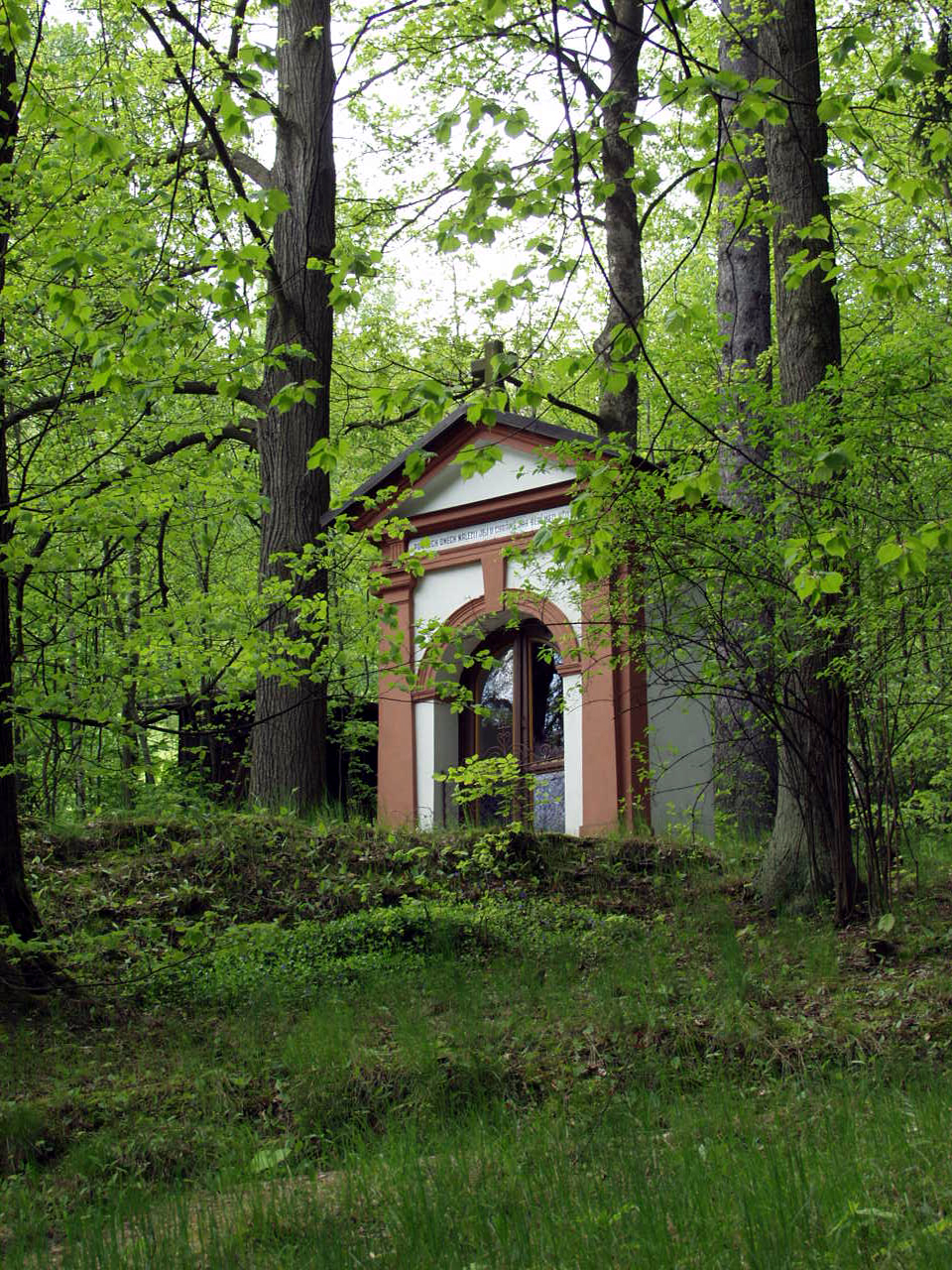
Kaple na křížové cestě

Dne 27. října 1715 sedlák Václav Šrejber zavěsil dřevěnou sošku Panny Marie s Jezulátkem na třešeň, která tam rostla nad studánkou se sedmi prameny. Třešeň roku 1709 zmrzla a uschla. Roku 1715 – sedm let po uschnutí – třešeň se na sedmi větvích zazelenala a rozkvetla na svatého Jana Křtitele (24. června), a na svatého Václava (28. září) na ní dozrály třešně. Zpráva o této události se brzy roznesla a lidé spěchali ke studánce a prosili Pannu Marii o uzdravení. Roku 1731 byla studánka nejprve vyzděna a následně byla přistavěna kaple. Ve Svatoňovicích byly zbudovány vodoléčebné lázně. Poutní místo, které tak vzniklo, bylo postupem času dokonce srovnáváno s kladskými Vambeřicemi. V současné době probíhají přípravné práce na revitalizaci celého poutního místa, včetně vybudování zázemí pro poutníky.
V roce 1826 došlo k rozdělení tehdejší obce Svatoňovice na Malé Svatoňovice a Velké Svatoňovice.
V roce 1850 opětovné sloučení.
V roce 1882 osamostatnění Malých Svatoňovic.

## Znak obce

### Blason

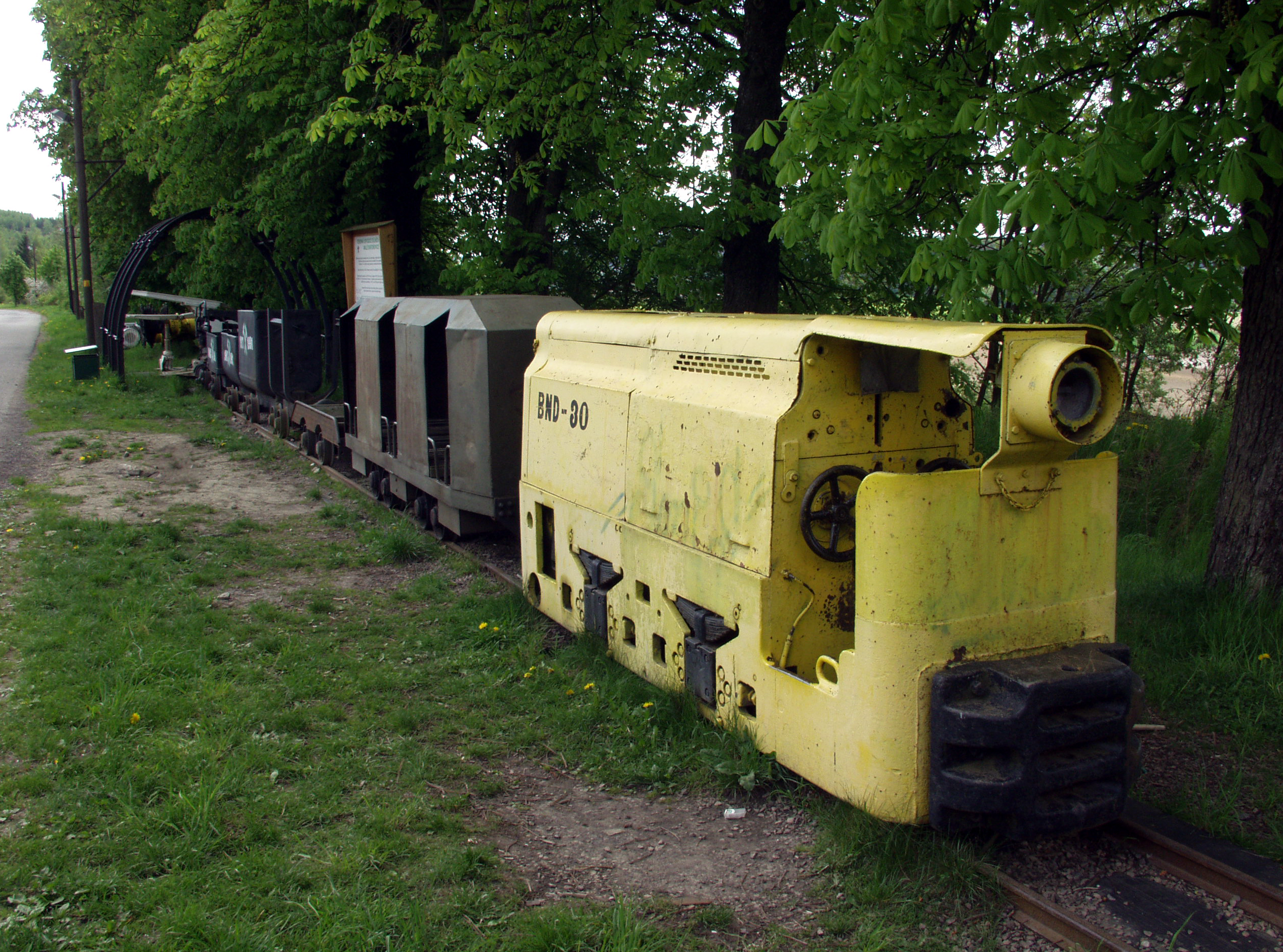
Expozice důlních strojů

„Ve zlatém štítě vyrůstající vykořeněná třešeň přirozené barvy, v koruně stříbrná Panna Marie s Jezulátkem obklopená dolů do oblouku sedmi stříbrnými třešňovými květy. Strom provázejí černá hornická kladívka s mlátky ke středu. V kořenech stromu sedm stékajících modrých pramenů.“

### Výklad

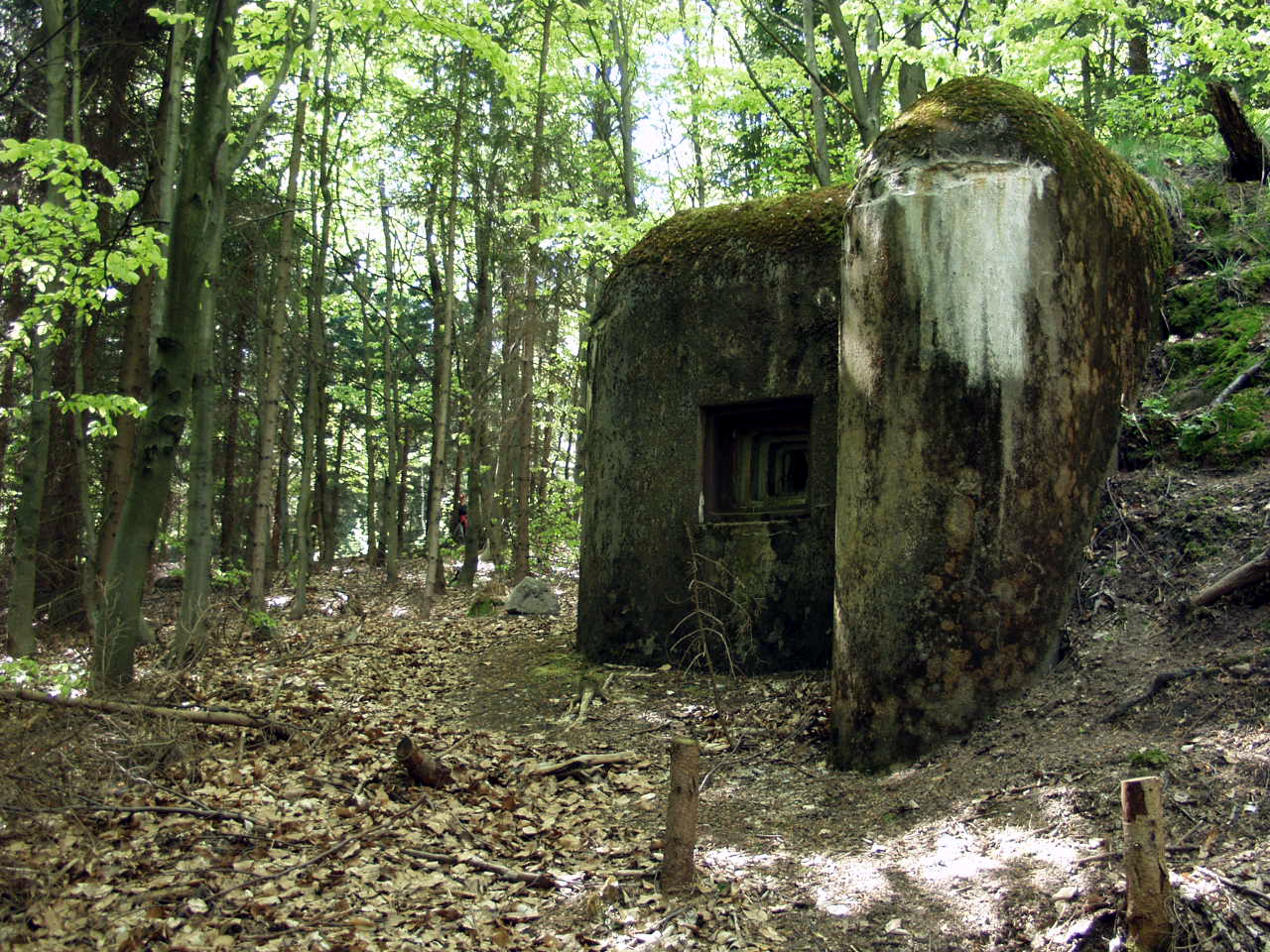
Řopík v blízkosti obce

Znak vychází z pověsti provázející vyvěšení dřevěné sošky Panny Marie, tak jak je uvedena výše. Třešeň se sedmi květy symbolizuje spolu se sedmi prameny dvě století vodoléčebných lázní. Čtyři hornická „kladiva“ symbolizují čtyři století dolování černého uhlí na Svatoňovicku. Dva páry těchto kladiv připomínají dvě hlavní dědičné štoly – Xaver a Ida, z jejichž dvou uhelných revírů bylo uhlí sváženo dvěma koňskými drahami.
Autor znaku, Václav Jirásek, symboliku ještě rozvíjí: „Dva fajslíky také připomínají dva hornické patrony, které místní havíři nejvíc uctívali (sv. Barboru a sv. Prokopa), dva svatoňovické horní úřady (Šichtamt a Bergamt), dvě prosperující Strojní jámy s parními těžními stroji v horách nad Studánkou, dva geologické útvary, se kterými se dávní havíři museli umět vypořádat při ražbách dědičných štol, dvě století průzkumů a pionýrských výprav do nitra Jestřebích hor a dvě století skutečné exploatace černého kamení sírou náramně hořícího…“

## Vlajka obce
Vlajku tvoří vodorovné pruhy, žlutý, zelený a modrý, v poměru 1 : 2 : 1. V zeleném pruhu je kruh sedmi bílých třešňových květů, provázených po stranách černými hornickými kladívky s mlátky ke středu. Poměr šířky k délce listu je 2 : 3.

## Pamětihodnosti

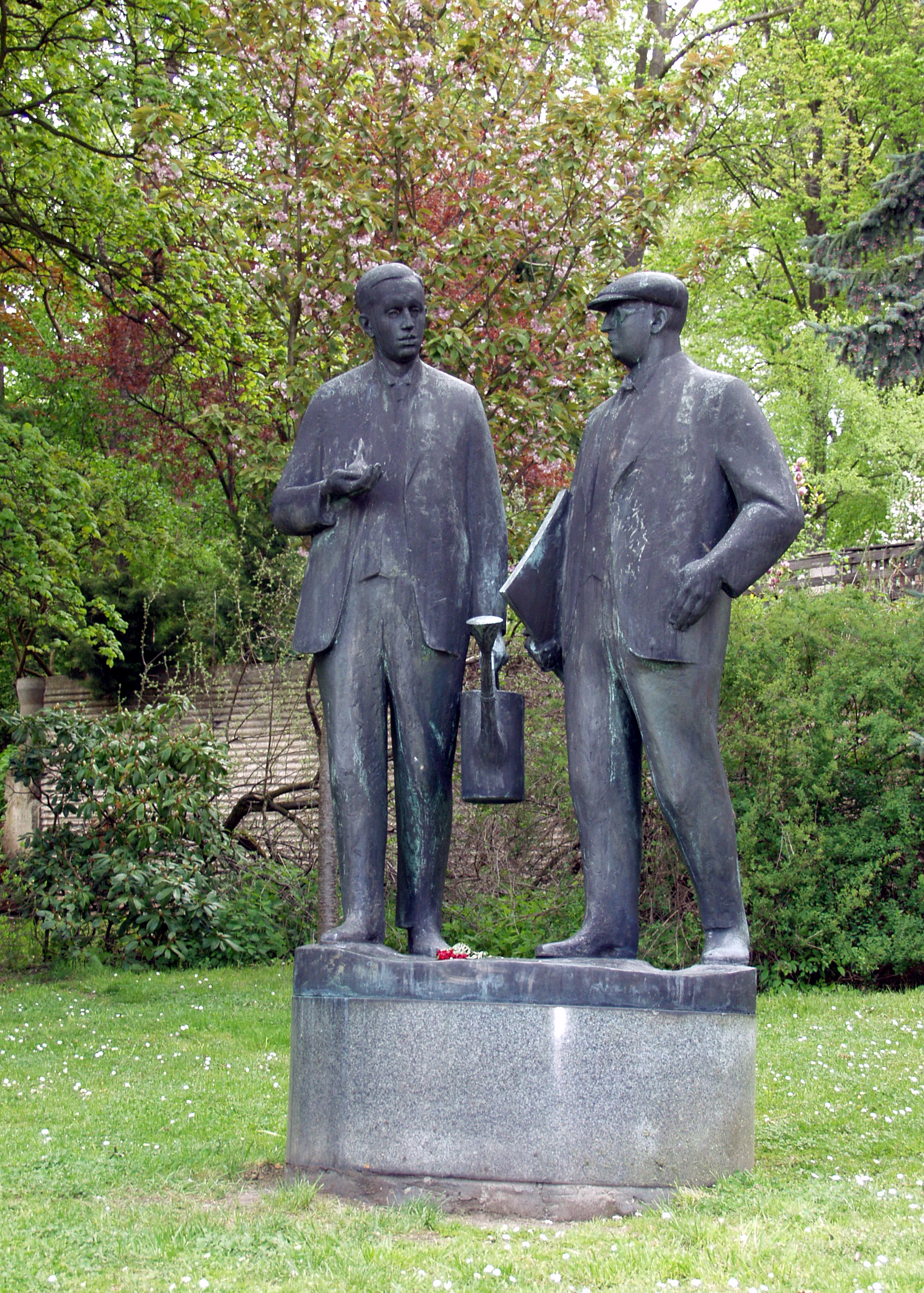
Sousoší bratří Čapků

V Malých Svatoňovicích se nalézá mnoho sakrálních staveb:
- Barokní kostel Sedmi radostí Panny Marie (1734) s Madonou (1715).
- Kaple s araukaritovou jeskyní se sochou Panny Marie Lurdské.
- Upravené prameniště s léčivými vodami (1732).
- Křížová cesta k Božímu hrobu a sedm kapliček zasvěcených Panně Marii Sedmiradostné v parkové úpravě, tzv. Mariánský sad. Mariánské poutní místo.
- K místním zajímavostem patří také Muzeum bratří Čapků, v němž se nachází i byt, kde se narodil Karel Čapek.
- V obci se nachází i expozice důlních strojů.
- U kostela Sedmi radostí Panny Marie stojí sousoší bratří Čapků. Autorem výtvarného návrhu byl akademický sochař Josef Malejovský. Sbírka na stavbu pomníku byla povolena v září 1966 a pomník byl odhalen v červnu roku 1969.[6]
- Klub vojenské historie Odolov
- Budova školy
- Nad obcí se nachází rozhledna Žaltman.
- Podél cesty k rozhledně se nachází řada tzv. řopíků, tvořících linii československého opevnění.

## Osobnosti
- Karel Čapek (1890–1938), spisovatel
- Ota Holub (1930–1992), spisovatel a publicista
- Ladislav Švanda (* 1959), běžec na lyžích, olympionik
- Josef Schejbal (1905–1942), sokol a pedagog, odbojář popravený nacisty
- Václav Černý (1872–1947), akademický malíř
- Jaroslav Kábrt (1929–1991), akademický malíř
- Jindřich Marian Vlček (1880–1940), nazýván „hraničářským hejtmanem“
- Ctirad Schejbal (1936–2021), profesor na VŠ báňské v Ostravě, syn Josefa Schejbala

O Svatoňovicích se zmiňuje Božena Němcová ve svém díle Babička, Karel Čapek píše o hrozném Lotrandovi z Brend (úbočí Jestřebích hor).